# Воронов, Юрий Феодосиевич
Воронов Юрий Феодосиевич (род. 29 мая 1929, неизвестно) — советский и украинский металлург. Лауреат Государственной премии УССР в области науки и техники (1972), Заслуженный металлург УССР (1975).

## Биография
Родился 29 мая 1929 года.
В 1954 году окончил Днепропетровский металлургический институт.
С 1954 года — на металлургическом заводе имени Ф. Э. Дзержинского (Днепродзержинск): в 1954—1960 годах — мастер, начальник смены, в 1960—1968 годах — начальник мартеновского цеха № 3. Секретарь бюро партийной организации цеха. 
В 1968—1972 годах — главный сталеплавильщик металлургического завода «Криворожсталь».
В 1972—1975 годах — снова начальник мартеновского цеха металлургического завода имени Ф. Э. Дзержинского (Днепродзержинск).
Впоследствии директор Алчевского и Днепродзержинского металлургических заводов.
Представитель металлургической династии. Специалист в области металлургии. Автор научных трудов, изобретатель. Член КПСС.

## Награды
- Государственная премия УССР в области науки и техники (18 декабря 1972) — за разработку и широкое внедрение в народное хозяйство полуспокойных сталей вместо спокойных[3];
- Трижды орден Трудового Красного Знамени[1];
- Заслуженный металлург УССР (1975)[1].